# 데이비드 스틴
데이비드 스틴(David Steen, 1954년 6월 26일 ~ )은 미국의 배우, 작가, 텔레비전 배우, 각본가이다.
멤피스에서 태어났다.

## 영화
- 블루스 포 윌라딘 (2012년)
- 장고: 분노의 추적자 (2012년) - 미스터 스톤시퍼 역
- 더 콘도그 맨 (1999년)
- 하늘이 준 선물 (1994년)
- 테이크 마이 브레스 어웨이 (1993년)
- 노라의 실종 (1993년)
- 루비 (1992년)
- 생쥐와 인간 (1992년)
- 저수지의 개들 (1992년)
- 아메리칸 저스티스 (1986년)
- 달리는 사이먼 (1981년)